# Centaurea parilica
Centaurea parilica — вид квіткових рослин родини айстрових (Asteraceae). Ареал: пд.-зх. Болгарія, пн. Греції.

## Середовище
Населяє кам'янисті місцевості.

## Морфологічна характеристика
Це багаторічник 5–20 см заввишки. Листки лінійно-ниткоподібні, цілокраї, гострі, голі. Квіткова голова поодинока. Обгортка яйцеподібно-циліндрична, придатки вузьколанцетні, блідо-коричневі. Квітки пурпурово-червоні та білі. Період цвітіння: літо.